# Aldburg
Aldburg is een plaats in de fictieve wereld Midden-aarde van J.R.R. Tolkien.
Aldburg is een plaats in Rohan. Omdat het gebouwd is ten tijde van Eorl, de eerste koning van Rohan, kan het worden gezien als een van de oudste woonsteden van de Rohirrim. Het is gelegen in de Folde, niet ver ten zuidoosten van Edoras. Nog in het begin van de geschiedenis van Rohan vertrok het koninklijk huis naar Edoras, maar in Aldburg bleven Rohirrim van adel wonen. Ten tijde van de Oorlog om de Ring verbleef Éomer er, die toentertijd derde maarschalk van de Mark was en later zelf koning zou worden.
Aldburg is het Oudengelse woord voor 'oud fort'.
Zie ook: Lijst van koningen van Rohan